# Subcinctorium

Część stroju liturgiczny papieża do uroczystej Mszy pontyfikalnej, z prawej strony ilustracji widoczne subcinctorium

Subcinctorium (łac.) – dawny element stroju liturgicznego, zarezerwowany wyłącznie dla papieża oraz patriarchy Lizbony.

## Wygląd
Subcinctorium przypomina manipularz, ale nosiło się go na pasku (cinctorium), a nie na ręce. Na jednym końcu wyszyty był mały Baranek Boży, na drugim zaś krzyż. Papież nosił go jedynie w czasie uroczystej mszy pontyfikalnej.

## Historia
Najstarsza wzmianka o subcinctorium  pochodzi z X w. wiecznego „Sacramentarium”, zachowanego w Bibliotheque Nationale w Paryżu. Subcinctorium występuje tam pod nazwą balteus. Pod nazwą proecinctorium zaś szata pojawia się około roku 1030 w tzw. „Missa Illyrica”. w późniejszym okresie przyjęła się nazwa obecna.
W średniowieczu szatę nosił nie tylko papież, lecz także biskupi, a w niektórych miejscach nawet księża. Stopniowo szata ta wyszła z użycia, a w XVI w. nosili ją już tylko papieże i biskupi Mediolanu. Jak wskazuje „explicite Akwinata”, pierwotnym celem subcinctorium było zamocowanie stuły do cinctorum. Lecz już u schyłku XIII w. szata stała się jedynie ozdobą.
Zaprzestano używania subcinctorium w wyniku reformy liturgicznej Soboru watykańskiego II.